# Прокупле
Про́купле (серб. Прокупље / Prokuplje) — город в Сербии, центр Топличского округа.

## География
Город расположен в южной части Сербии, на реке Топлица, в 28 км к западу от Ниша. Через Прокупле проходит автомобильная дорога Ниш — Куршумлия и далее до Приштины, Косово и Метохия (часть европейской магистрали Е80, идущей с запада на восток, от Лиссабона до Турции).

## История
Древнейший медный топор в Европе, найденный в Прокупле, является свидетельством того, что металлургия в Европе возникла около 5500 года до н. э. на территории культуры Винча.
Впервые город упоминается в 1395 году, как город святого Прокопия, от имени которого Прокупле получил своё название.
В апреле 1941 года был оккупирован немецкими войсками. 16 октября 1944 освобождён наступавшими болгарскими войсками.
20 июня 2018 года Прокупле получило статус города.

## Население

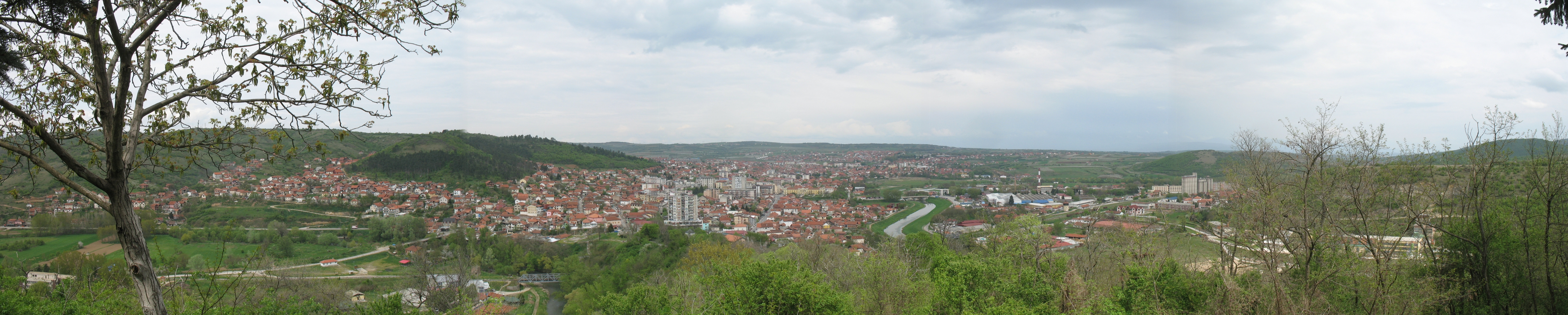
Панорама города

|            | Этносы | Численность |
| ---------- | ------ | ----------- |
|            | сербы  | 25 760      |
| цыгане     | 1 258  |             |
| черногорцы | 138    |             |
| македонцы  | 50     |             |
| хорваты    | 35     |             |
| югословены | 22     |             |